# Harry Potter i la pedra filosofal (pel·lícula)
Harry Potter i la pedra filosofal (títol original anglès: Harry Potter and the Philosopher's Stone; o Harry Potter and the Sorcerer's Stone als Estats Units i a l'India) és una pel·lícula de fantasia i aventures britànica i americana basada en el llibre homònim de J. K. Rowling, dirigida pel cineasta Chris Columbus i estrenada l'any 2001. Es va convertir en el primer llançament en la sèrie cinematogràfica de Harry Potter. La història segueix Harry Potter, un nen que en fer onze anys descobreix que és un bruixot, motiu pel qual és enviat a l'escola de bruixeria Hogwarts per començar el seu entrenament. S'ha doblat i subtitulat al català.
El guió va ser redactat pel nord-americà Steve Kloves. Aquest va declarar la tasca va ser difícil i va assegurar que s'havia sentit nerviós la primera vegada que es va trobar amb Rowling, ja que no volia que ella pensés que es tractava d'una possible «mala adaptació». El repartiment va estar integrat per Daniel Radcliffe, Rupert Grint, Emma Watson, Richard Harris, Maggie Smith, Robbie Coltrane, Alan Rickman i Ian Hart. Els efectes especials van anar a càrrec, principalment, de Sony Pictures Imageworks i Industrial Light & Magic, i es van incloure més de sis centes preses amb efectes generats per ordinadors per a les quals van ser contractades diverses empreses especialitzades.
La concepció de Harry Potter i la pedra filosofal va començar el 1997, quan el productor britànic David Heyman buscava a Hollywood un llibre infantil que pogués servir d'inspiració per a una pel·lícula amb èxit. Poc després, la seva companyia (Heyday Films) li suggeriria La pedra filosofal, projecte que Heyman presentaria a Warner Bros. Així, el 1999 Rowling va vendre els drets fílmics dels primers quatre llibres de la sèrie per poc menys de 2.000.000 de dòlars. Com a detall addicional, l'autora va demanar que l'elenc principal estigués format per actors amb nacionalitat britànica, permetent només algunes excepcions com la de l'actor irlandès Richard Harris (intèrpret d'Albus Dumbledore). Això va ser així per mantenir un vincle cultural entre el llibre i l'adaptació. A les fases inicials de l'etapa de producció, es va proposar al director Steven Spielberg per dirigir la pel·lícula, però aquest va acabar declinant l'oferta. Finalment, la producció va començar el 2000, sota la direcció de Chris Columbus, amb el rodatge de la majoria de les escenes en els estudis Leavesden.
Després de l'estrena, Harry Potter i la pedra filosofal va rebre majoritàriament crítiques positives per part de la premsa especialitzada i va recaptar gairebé 975 milions de dòlars a tot el món. També va obtenir tres nominacions als premis Oscar en les categories de millor direcció d'art, millor disseny de vestuari, incloent-hi la menció de John Williams dins de la categoria de millor banda sonora original per la seva contribució al film. Abans del seu èxit crític i comercial, els productors ja tenien intencions d'adaptar tota la sèrie literària de Harry Potter, composta finalment de set llibres. L'adaptació de l'últim llibre es va dividir en dues parts que es van estrenar el 2010 la primera i el 2011 la segona.

## Argument
Harry Potter és un nen orfe que viu amb els seus únics parents vius, la família Dursley, en un barri residencial anglès. El dia del seu onzè aniversari, en Harry és visitat per un individu misteriós anomenat Rubeus Hagrid que li revela que realment ell és un bruixot força popular al món màgic per haver sobreviscut a l'atac mortal de lord Voldemort quan només tenia un any. Després d'haver assassinat als seus pares (en James i la Lily Potter), en Voldemort va intentar matar a Harry, però no ho va aconseguir. Això li deixà una cicatriu en forma de llamp sobre el seu front. Sabent això, en Hagrid acompanya a en Harry a la ronda d'Alla per comprar el material escolar per a la seva formació a Hogwarts.
Sense el consentiment dels seus oncles, en Harry Potter assisteix a Hogwarts per començar a aprendre conjurs i conèixer nous amics com en Ron Weasley, l'Hermione Granger o en Neville Longbottom. En el procés, també inicia les rivalitats amb altres estudiants i part del personal del col·legi com en Draco Malfoy o en Severus Snape. Durant la seva estada, en Harry descobreix que la institució alberga un objecte misteriós en els seus dominis que és conegut com la pedra filosofal. Aquesta pedra és buscada discretament per en Voldemort, a qui la comunitat màgica donava per mort després d'haver-li rebotat l'atac mortal dirigit contra en Harry Potter. L'esperit d'en Voledemort desitja trobar la pedra per recuperar les seves antigues habilitats de bruixot. A més, la pedra filosofal és coneguda per atorgar la immortalitat al seu posseïdor.
Després d'intuir que algú està intentant robar la llegendària pedra, en Harry i els seus amics, avisen els professors del col·legi, però aquests es neguen a creure que els seus advertiments tinguin fonament, ja que saben que l'objecte es troba protegit en una cambra secreta i vigilada. A causa d'això, decideixen anar a la cambra on es troba la pedra per assegurar-se que ningú no aconsegueixi robar-la. Un cop dins, topen amb una sèrie d'obstacles i trampes que han d'esquivar abans d'arribar a la cambra on s'allotja la pedra filosofal. Al final, només Harry pot arribar en aquest sala i hi descobreix el professor Quirinus Quirrell. El professor admet que ha estat ell qui ha mantingut amb vida lord Voldemort gràcies a la sang dels unicornis del Bosc Prohibit i allotjant-lo com un paràsit al seu cap. Després d'enfrontar-se contra Quirrell i Voldemort, en Harry aconsegueix evitar que aquest últim s'apoderi de la pedra que finalment és destruïda pel director de l'escola, Albus Dumbledore. En acabar el curs escolar, en Harry torna a casa seva amb els Dursley tot esperant que comenci el seu segon any a Hogwarts.

## Repartiment
J. K. Rowling va insistir personalment que l'elenc havia de ser britànic. Com a directora del càsting de Harry Potter i la pedra filosofal, Susie Figgis es va veure obligada a consultar constantment a Rowling i Columbus, especialment per triar els intèrprets d'en Harry, en Ron i l'Hermione. Així va començar l'etapa de selecció principal, tenint en compte només nens britànics. Les audicions es van dividir en tres parts: primer de tot, havien de llegir una pàgina de la novel·la. En cas de ser seleccionats, el següent pas consistia a improvisar una escena dels estudiants a Hogwarts. Finalment, els candidats finalistes havien de llegir diverses pàgines del guió davant de Columbus. Curiosament, alguns segments del guió de Columbus per a Young Sherlock Holmes (1985), del director Barry Levinson, van ser incorporats en aquest càsting. L'11 de juliol de 2000, Figgis va abandonar la producció, queixant-se que diversos nens que havien fet l'audició «meravellosament» no tindrien cap possibilitat de ser elegits per Columbus. El 8 d'agost del mateix any, Daniel Radcliffe, Emma Watson i Rupert Grint eren elegits entre milers de nens.

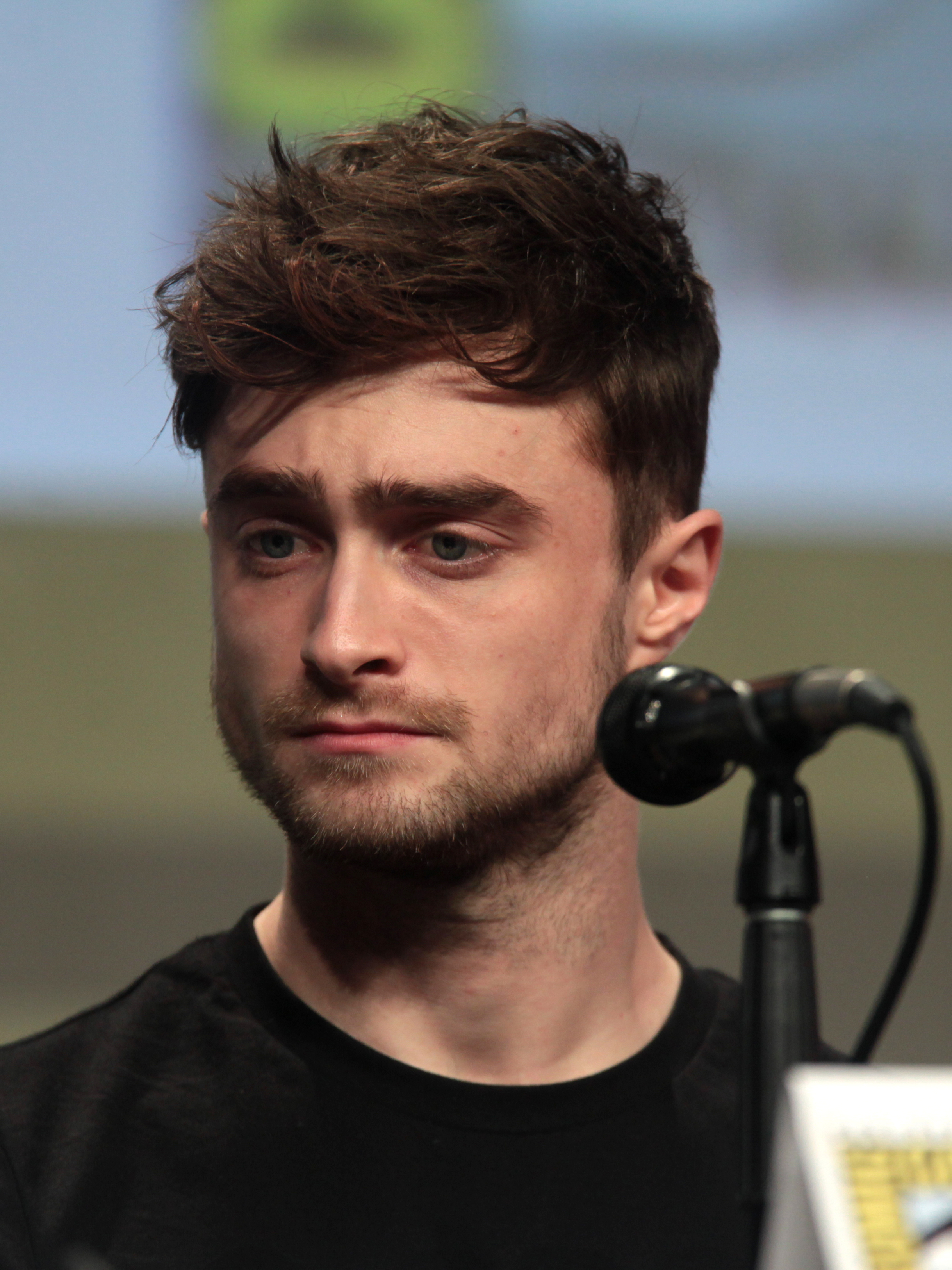
Daniel Radcliffe (intèrpret de Harry Potter).
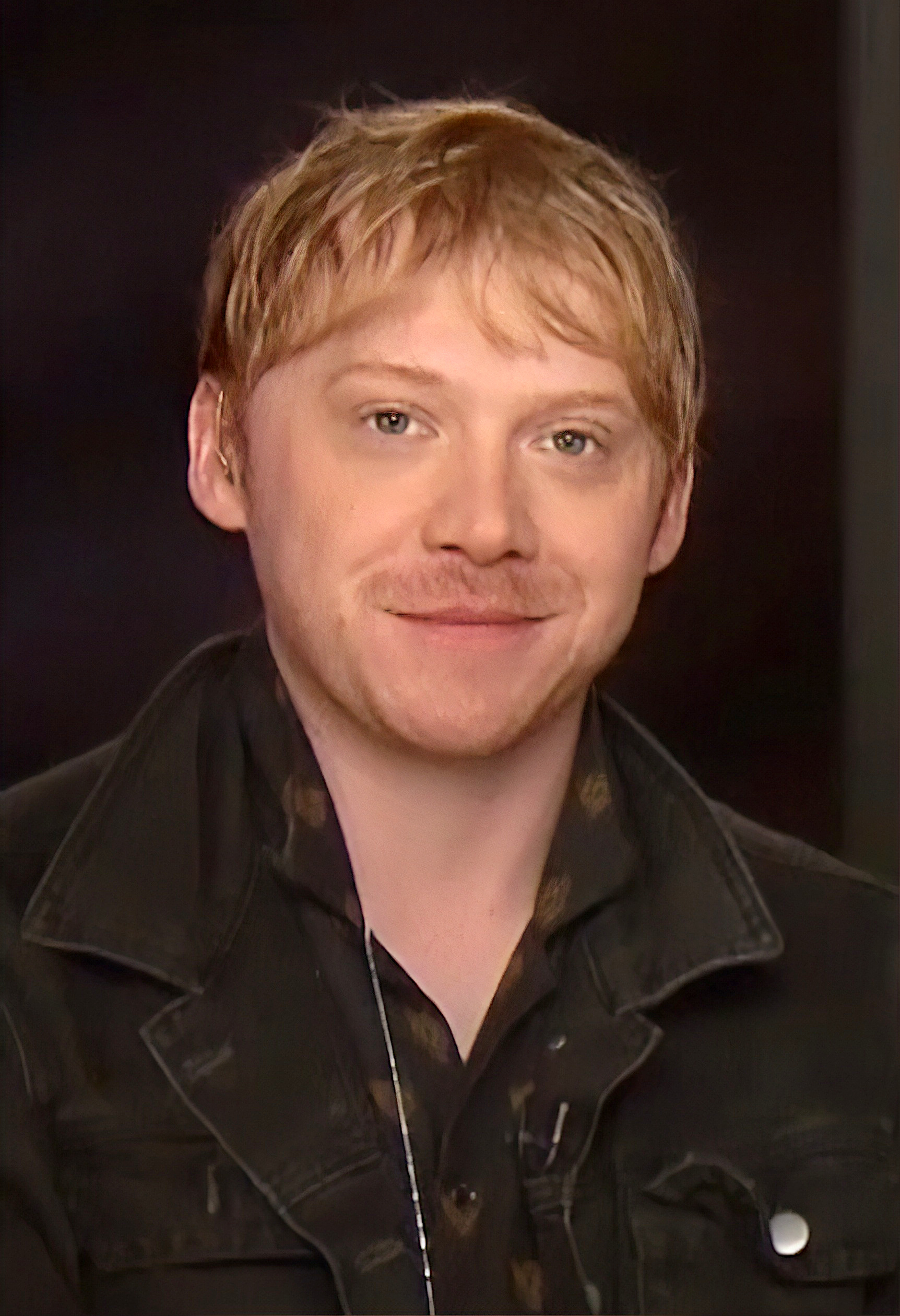
Rupert Grint (interpret de Ron Weasley).
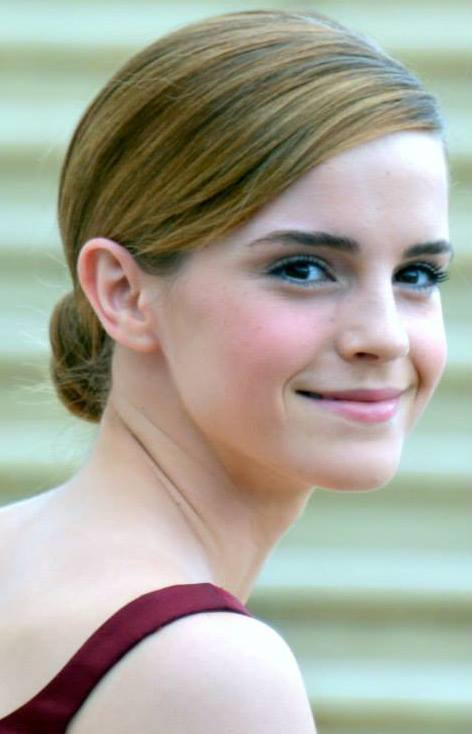
Emma Watson (interpret d'Hermione Granger).

- Daniel Radcliffe com a Harry Potter: un nen normal i corrent amb una cicatriu d'un llamp al seu front, que té la habilitat de provocar que coses estranyes passin a la seu al voltant. Després de la mort dels seus pares, va ser portat amb els seus oncles on, en el seu onzè aniversari, descobreix que és un bruixot i és convidat a l'Escola de bruixeria Hogwarts. Columbus s'havia interessat en ell des que va veure la seva participació a la pel·lícula David Copperfield(1999) produïda per la BBC. No obstant això, Figgis li va comentar que els pares de Radcliffe no permetrien que el seu fill interpretés a Harry Potter, ja que li va semblar que eren «una mica sobreprotectors» amb ell.[10] Columbus explicaria més tard que va ser la seva persistència a oferir-li el paper a en Daniel el que realment va fer que Figgis es resignés a donar-li una oportunitat. Així doncs, es va presentar la seva audició sol després que David Heyman i Steve Kloves es reunissin amb ell i amb els seus pares durant la producció de l'obra Stones in his Pockets, a Londres.[11] Tots dos van aconseguir convèncer els pares de l'actor després de prometre'ls que evitarien que la premsa es interferís en la vida personal del seu fill. Finalment, Rowling va aprovar la decisió i va comentar que «després de veure [la seva] presentació, no crec que Chris Columbus pugui trobar a algú millor per Harry».[12] Després del tancament de la producció, Daniel va rebre 1 milió lliures per la seva actuació, encara que ell mateix va comentar que «això no era el més important».[13] L'actor William Moseley, que anys més tard seria triat per interpretar a Peter Pevensie a Les Cròniques de Nàrnia: el lleó, la bruixa i l'armari, també va fer l'audició per al mateix paper.[14]
- Rupert Grint com a Ron Weasley: el menor de set germans d'una família humil, que estableix una profunda amistat amb Harry. Amb tretze anys, en Rupert era el més gran del trio d'actors format per ell en Daniel i l'Emma. En Rupert va dir que ella era perfecte per al rol «pel fet de tenir els cabells pèl-rojos» i considerant-se també un seguidor fidel de la sèrie literària.[13] Després de veure l'anunci de les audicions per a Harry Potter al Newsround, va enviar un video on rapejava sobre les ganes que tenia d'interpretar a en Ron. El vídeo va ser triat pels responsables del càsting quevan trucar a en Rupert per conèixer-lo en persona.[13]
- Emma Watson com a Hermione Granger: una nena extremadament intel·ligent, filla de muggles que, tot i que la seva personalitat xoca al principi amb les d'en Harry i en Ron, es converteix en la seva millor amiga (la seva amistat s'inicia just després que aquests la rescatessin d'un troll que passejava en Hogwarts). Impressionat per les seves actuacions en les obres de teatre escolars, el professor d'Emma la va recomanar als representants del personal responsable de les audicions d'Harry Potter.[15] Emma va realitzar la seva audició, encara que «ningú va pensar que ella obtingués el paper».[13] Els productors es van mostrar tan fascinats per la seva confiança personal que la van acabar triant a ella.[16] Al mateix temps, també va aconseguir convèncer a Rowling des de la seva primera actuació.[15]
- Richard Harris com a Albus Dumbledore: el director de Hogwarts és un dels bruixots més famosos i poderosos de la història. És qui decideix que en Harry visqui amb els seus oncles després de la mort dels seus pares. Al principi, Harris va rebutjar la invitació per interpretar a Dumbledore, però després el va acceptar, ja que la seva néta el va amenaçar de no tornar a parlar-li en cas que no s'incorporés a l'elenc.[17]
- Robbie Coltrane com a Rubeus Hagrid: és el guardabosc de Hogwarts. Va ser qui va portar Harry amb els seus oncles a sobre d'una motocicleta voladora i el va anar a buscar el dia del seu onxè aniversari. És un amant de les criatures mitològiques, especialment pels dracs. Coltrane —que ja era seguidor dels llibres de Rowling— va ser la primera elecció de l'autora per fer el paper.[18] Per interpretar a Hagrid, es va reunir amb l'autora per conversar sobre els orígens i el futur del personatge.
- Alan Rickman com a Severus Snape: és el mestre de Pocions i cap de la residència Slytherin a Hogwarts. Detesta en Harry a causa d'una relació rencorosa que sempre va mantenir amb el seu pare. Encara que en un passat va ser un cavaller de la mort, en Dumbledore li té molta confiança. L'actor Tim Roth va mostrar interès en aquest personatge, ja que els seus fills eren fanàtics d'Harry Potter. No obstant això, la seva agenda laboral no li permetia assumir aquest paper i finalment es va acabar incorporant a Planet of the Apes (2001).[19]
- Maggie Smith com a Minerva McGonagall: és la sotsdirectora de Hogwarts i cap de la residència Gryffindor, així com professora de Transformacions de l'escola. McGonagall va acompanyar a en Dumbledore quan aquest va portar a en Harry Potter amb els seus oncles després de la mort d'en James i la Lilly Potter. Posseeix l'habilitat de transformar-se en un gat. Smith va ser l'elecció personal de Rowling per al personatge.[18]
- Tom Felton com a Draco Malfoy: bruixot fill d'una família rica. Després que en Harry rebutgés la seva amistat, en Draco desenvolupa un odi total cap a en Harry i els seus amics. Al costat d'en Daniel, Tom Felton va ser un dels pocs nens que ja havien tingut participacions prèvies en obres teatrals o pel·lícules.[13]
- Ian Hart com a professor Quirinus Quirrell: és el professor de Defensa contra les Arts Fosques a Hogwarts. Sempre fa servir un turbant, ja que al seu clatell s'hi troba amagat, de forma parasitària, un Voldemort afeblit. Per permetre que en Voldemort es mantingués amb vida, Quirrell mata als unicorns del Bosc Prohibit per beure'n la sang. David Thewlis va fer les audicions per al paper, encara que no seria contractat fins a la tercera pel·lícula d'Harry Potter.[20]
- Richard Griffiths com a Vernon Dursley: maltracta al seu nebot Harry, ja que no vol que descobreixi la seva veritable identitat de bruixot. Per a això, en Vernon s'encarrega de cremar cada carta que Hogwarts ha enviat a casa seva.
- Fiona Shaw com a Petúnia Dursley: la tieta d'en Harry tracta malament al seu nebot, igual que el seu marit Vernon.
- Harry Melling com a Dudley Dursley: el cosí d'en Harry, fill del matrimoni d'en Vernon i la Petúnia Dursley. És un consentit i fa la vida impossible a en Harry.
- John Hurt com a Ollivander: propietari de la botiga especialitzada en la venda de varetes màgiques. Ollivander posseeix l'habilitat de trobar la vareta ideal per a cada client que visita la seva tenda i recorda cadascuna de les varetes que ha venut al llarg de la seva vida. És qui revela a Harry la relació entre lord Voldemort i la seva cicatriu amb forma de llamp.
- Matthew David Lewis com a Neville Longbottom: un estudiant tímid que fa amistat amb Harry, Ron i Hermione. És el blanc freqüent de les bromes pesades provinents de Malfoy i la seva colla.
- Warwick Davis com a Filius Flitwick: és el professor d'encantaments de Hogwarts i el cap de la residència Ravenclaw.
- John Cleese com a Nick-de-poc-sense-cap: fantasma de la residència Gryffindor el cap del qual gairebé és decapitat a causa d'una execució fallida.
- Julie Walters com a Molly Weasley: és la mare de Ron i és qui ensenya a en Harry la manera d'entrar a l'andana 9¾. Abans que Walters fos escollida, l'actriu nord-americana Rosie O'Donnell va tenir converses amb Columbus per interpretar aquest paper.[21]
- Richard Bremmer com lord Voldemort: el bruixot més temut del món màgic. Va ser derrotat i gairebé aniquilat després de rebre accidentalment el seu propi encanteri mortal que havia intentat llançar contra en Harry. Reduït a la forma d'un paràsit, Voldemort vol trobar la pedra filosofal per recuperar la seva forma humana i els seus poders, a més d'obtenir la immortalitat. cal assenyalar que Bremmer interpreta únicament a Voldemort en l'escena feta amb la tècnica del salt enrere on s'aprecia el moment en què el seu atac contra Harry va ser repel·lit. En les escenes finals, la veu i rostre és la d'Ian Hart.

Addicionalment, Rik Mayall va fer l'audició per al paper de Peeves, no obstant això la seva participació en la pel·lícula va ser eliminada durant el procés d'edició.

## Producció

### Tria del director
El 1997, el productor David Heyman era a Hollywood buscant un llibre infantil que pogués adaptar-se en una versió cinematogràfica exitosa. Prèviament, havia planejat produir la novel·la The Ogre Downstairs de Diana Wynne Jones, encara que el projecte es va descartar a l'últim moment. El seu equip de Heyday Films li va suggerir llavors Harry Potter i la pedra filosofal, idea que Heyman va qualificar d'«esplèndida». Un any després d'haver presentat el seu nou projecte als estudis Warner Bros.,  J. K. Rowling va vendre els drets de les primeres quatre novel·les de Harry Potter a l'empresa per la quantitat d'un milió de lliures (1.982.900 de dòlars). Com a condició, Rowling va demanar que el repartiment principal fos estrictament britànic, permetent només algunes excepcions tals com la de l'actor Richard Harris per al rol de Dumbledore. Altres excepcions tornarien a repetir-se a Harry Potter i el calze de foc, on van ser contractats actors francesos i altres provinents de l'Europa de l'Est, encara que en aquest cas aquestes inclusions es troben especificades al llibre homònim. Al principi, l'autora va vacil·lar sobre la venda dels drets de la seva sèrie, ja que «no volia donar-los el control sobre la resta de la història» un cop vengués també els drets dels personatges, aspecte que hauria permès Warner Bros. la possibilitat de fer seqüeles independents al final de la sèrie literària.
Originalment, es va proposar Steven Spielberg per dirigir La pedra filosofal, però va rebutjar l'oferta. Un dels principals suggeriments de Spielberg va ser adaptar el llibre en forma d'una pel·lícula d'animacióamb la veu de Haley Joel Osment com a Harry Potter. Així mateix, va pensar que seria viable incorporar elements de les novel·les següents en aquesta adaptació. Una altra qüestió que li va fer desestimar l'oferta va ser que «No vaig fer, intencionadament, la pel·lícula de Harry Potter perquè per a mi això era bufar i fer ampolles. És només un esmaixada. És com retirar mil milions de dòlars i posar-los als vostres comptes bancaris personals. No hi ha cap repte.». A la seva pàgina web oficial, Rowling va esmentar que ella no intervenia en l'elecció dels directors per a cada pel·lícula dient textualment, «Qualsevol que pensi que jo l'he (o hauria) vetat [referint-se a Spielberg] necessita arreglar la seva arrajaploma». Heyman va afirmar que Spielberg va decidir dirigir qualsevol projecte entre una llista conformada per A.I. Artificial Intelligence, Minority Report, Memòries d'una geisha i Harry Potter, «el que fos primer» conclou Heyman. Així, ell es va decidir per la primera.
Poc després, els productors van començar a contactar amb altres cineastes. Entre ells es trobaven Chris Columbus, Terry Gilliam, Jonathan Demme, Mike Newell, Alan Parker, Wolfgang Petersen, Rob Reiner, Ivan Reitman, Tim Robbins, Brad Silberling, M. Night Shyamalan i Peter Weir. D'aquests, Petersen i Reiner van ser descartats al març de 2000,per la qual cosa la decisió final va ser entre Silberling, Columbus, Parker i Gilliam. La primera elecció de Rowling era Terry Gilliam, però Warner Bros. va decidir que Columbus era el més experimentat basant-se en els seus treballs previs tals com Home Alone i Mrs. Doubtfire. En un lapse de dues hores, Columbus va visualitzar l'aspecte artístic de la cinta, assenyalant que volia que les escenes amb els muggles fossin «amargues i avorrides», en contrast amb els segments del món màgic, els quals veia com a «colorits, enèrgics i detallistes». Inspirant-se en la pel·lícula Grans esperances(1946), així com a Oliver Twist (1948) —ambdues del director britànic David Lean— i El Padrino (1972) de Francis Ford Coppola, Columbus esperava imitar «aquesta mena de foscor i transició escèniques, juntament amb la qualitat fílmica inherent» per al nou projecte. Una altra cinta referenciada pel director com a marc d'inspiració per a La pedra filosofal va ser Oliver! de Carol Reed.

### Redacció del guió
Steve Kloves va ser contractat per escriure el guió. Més tard, descriuria la seva tasca com a «difícil», ja que aquesta adaptació «no permetia desenvolupar una estructura adequada, en comparació dels dos llibres següents». Després d'haver rebut una selecció de sinopsis pertanyents a llibres que podien ser adaptats al cinema (llibres que no havia llegit abans) Kloves es va trobar amb Harry Potter i va decidir comprar-lo. A mesura que el va anar llegint, es va anar convertint progressivament en un fanàtic de la sèrie. Després de comunicar-se amb Warner Bros., va coincidir amb Rowling que el film havia de posseir una essència britànica, traduïda en actors que tinguessin aquesta nacionalitat. A tall d'anècdota, Kloves va admetre que la primera vegada que es va trobar amb Rowling, paria perquè ella trobés dolenta l'adaptació que ell portaria a terme. D'altra banda, Rowling va dir sobre això que «estava més que a punt per detestar Steve Kloves», encara que «la primera vegada que em vaig reunir amb ell, em va preguntar "¿Saps quin és el meu personatge favorit?" Jo vaig pensar que diria "Ron", però per a la meva sorpresa va contestar "Hermione"».

### Rodatge
Davant l'oferiment de dues companyies britàniques, Warner Bros. va començar l'etapa de rodatge als estudis Leavesden, el mateix estudi on s'acabaria la gravació el juliol de 2001. Les primeres escenes van ser gravades el 2 d'octubre de 2000 a l'estació de tren de Goathland, al comtat Yorkshire del Nord. Es van considerar com a possibles escenaris per a Hogwarts el castell suec d'Inverailort i la Catedral de Canterbury; no obstant això, aquesta última va rebutjar l'oferiment, ja que va considerar que La pedra filosofal tocava temes pagans. Al final, el Castell d'Alnwick i la Catedral de Gloucester van ser triades, encara que algunes escenes del col·legi van ser gravades també a Harrow School. Alguns altres segments van ser filmats a la Catedral de Durham (on es van gravar, durant dues setmanes, les escenes corresponents als passadissos i algunes classes de Hogwarts), Oxford Divinity School (per a les escenes de la infermeria de Hogwarts) i la biblioteca Duke Humfrey Library, lper representar a la biblioteca de l'escola.
Pel que fa a la casa dels oncles d'en Harry, l'equip es va traslladar durant dos dies al carrer Picket Post Close, a Bracknell(Berkshire). Cal afegir que els productors havien planejat passar-hi només un dia de rodatge, però van haver de pagar més diners als habitants del carrer (per les sessions d'enregistrament) del que havien anticipat originalment. A conseqüència d'això, totes les escenes restants corresponents a Privet Drive van ser filmades en un set construït als estudis Leavesden. Això els va significar a més un estalvi important de diners.

Alguns dels altres llocs que apareixen a la pel·lícula són Australia House, a Londres (per al banc de mags Gringotts), l'Església Christ Church d'Oxford (per al saló de trofeus d'Hogwarts), el Zoològic de Londres (pel lloc on Harry conversa amb la serp), i l'Estació de Kings Cross (per a algunes preses específiques del llibre). Davant de les diferències entre el títol estatunidenc (Harry Potter and the Sorcerer's Stone) i el britànic (Harry Potter and the Philosopher's Stone), totes les escenes que esmenten la pedra filosofal van ser gravades en dues ocasions: una en què els actors deien «pedra filosofal» (del terme Philosopher's Stone) i una altra en què feien servir la frase «pedra del bruixot» (Sorcerer's Stone). Els nens del repartiment participaven en el rodatge durant quatre hores al dia al set, ja que dedicaven tres hores anar a l'escola. Curiosament, van desenvolupar una afició pel maquillatge facial de ferides a les seves cares. A més, Daniel Radcliffe havia d'usar lents de contacte de color verd (tal com es descriu al llibre), atès que ell té ulls blaus.

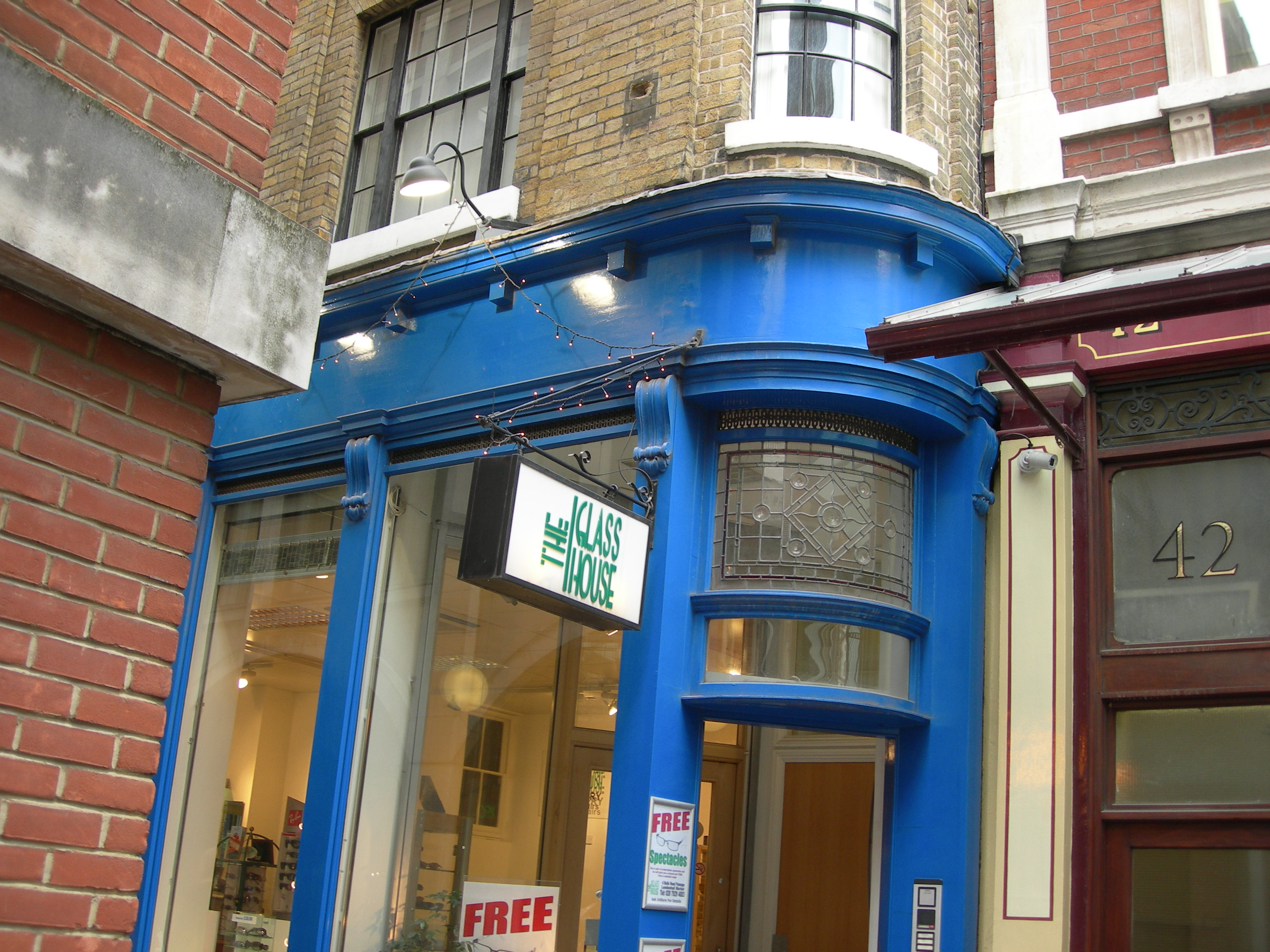
Edifici emprat com un dels exteriors de La Marmita Foradada
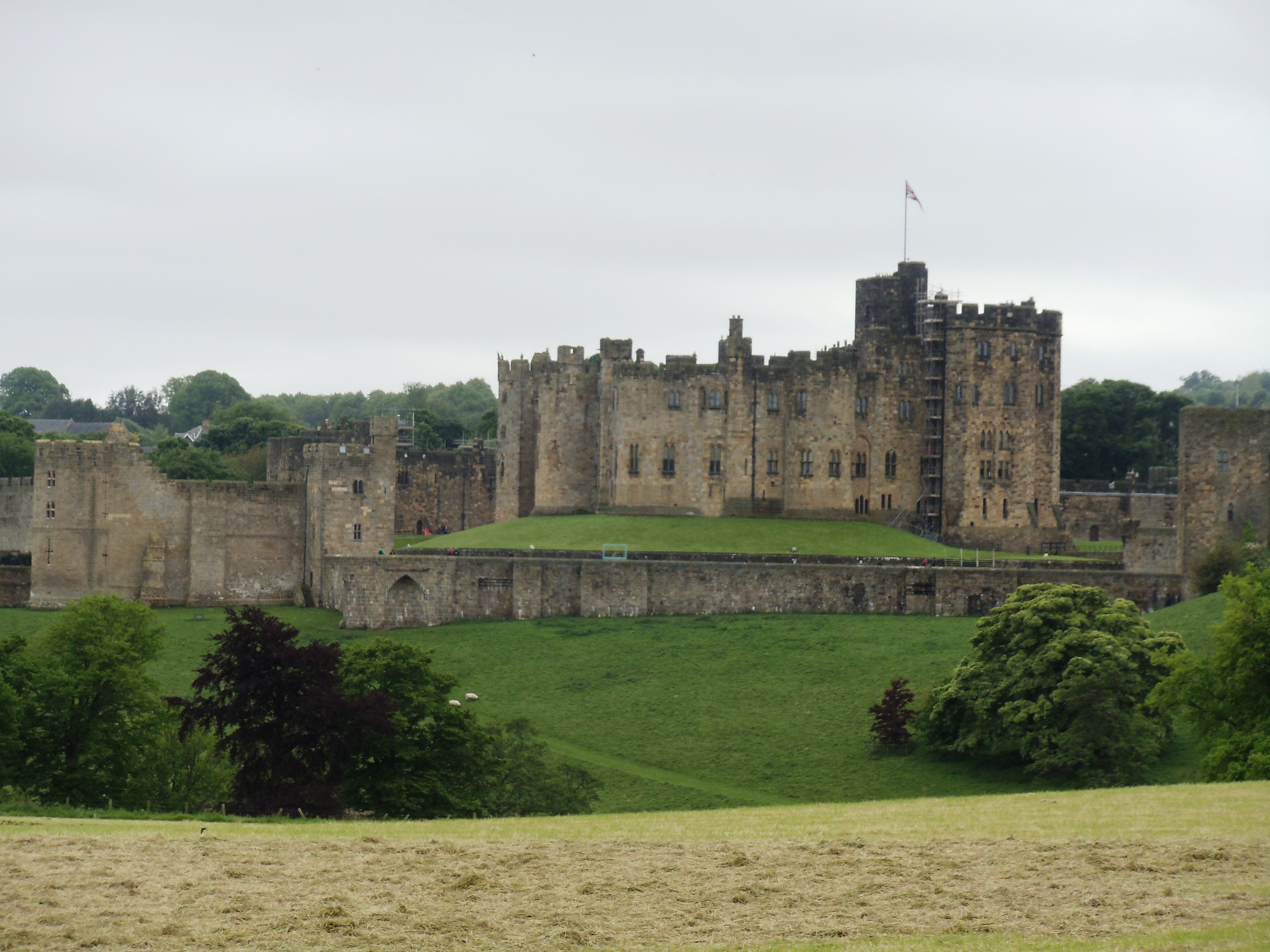
El Castell d'Alnwick va ser una de les ubicacions principals de Harry Potter i la pedra filosofal, específicament per a les escenes de Hogwarts.
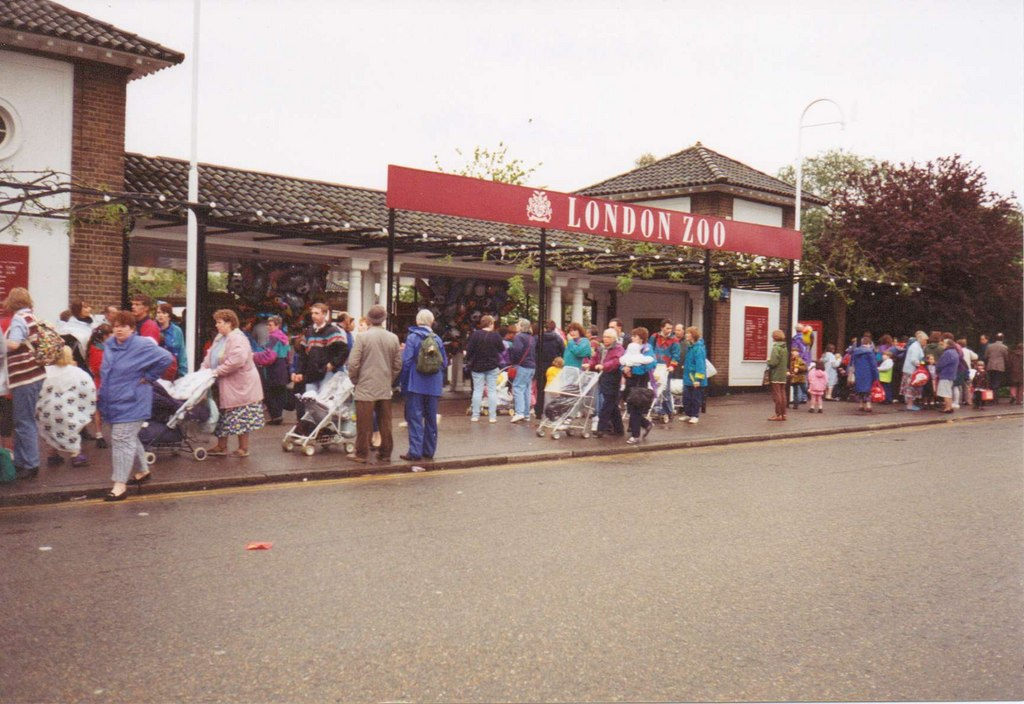
El Zoològic de Londres va servir per a les escenes de Harry i els Dursley en l'escena familiar pel zoològic. Al lloc s'hi ha instal·lada una placa per commemorar el fet.
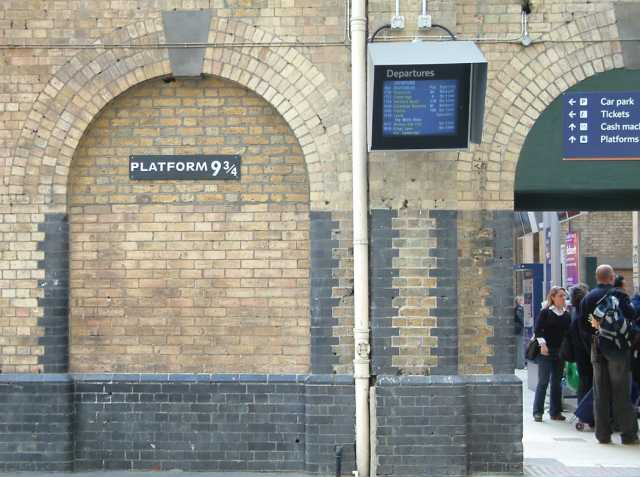
L'estació de King's Cross amb el rètol al·lusiu a l’andana 9¾, única via d'accés al Hogwarts Express.

### Dissenys i efectes especials

Animació d'una vareta màgica executant l'encanteri Lumos, un dels principals conjurs que apareixen a la sèrie Harry Potter.

Judianna Makovsky va ser la responsable de crear la indumentària de La pedra filosofal. Al principi, volia utilitzar les mateixes togues que apareixen il·lustrades a la portada de la novel·la homònima per a les escenes de Quidditch, encara que després les descartaria en considerar-les un «gran problema». Així doncs, va decidir vestir els actors amb «jerseisd'institut, pantalons d'esgrima del segle XIX i proteccions per als braços». Al seu torn, el dissenyador de produccióStuart Craig va construir els sets als estudis Leavesden, incloent el Gran Menjador de Hogwarts, basant-se en diverses catedrals britàniques. Tot i que inicialment va demanar fer servir un vell carrer com a localització per a les escenes de la ronda d'Alla, Craig va optar per construir un set amb tocs arquitectònics dels períodes Tudor i Georgià, així com de l'època de la Reina Ana.
De la mateixa manera, Columbus havia decidit utilitzar animatrònica i imatges denerades per ordinador per crear a les criatures màgiques que apareixerien a la pel·lícula, incloent al Pelut (el gos de tres caps d'en Hagrid). Nick Dudman, que havia participat a Star Wars: The Phantom Menace, va rebre la tasca de produir les pròtesis que fossin necessàries per a aquestes criatures, mentre que l'empresa Creature Shop —creada al seu dia per Jim Henson— va ser l'encarregada dels efectes. Un dels dissenyadors, John Coppinger, va esmentar que els éssers imaginaris haurien de ser dissenyats diverses vegades, abans que es poguessin rodar les escenes corresponents. Amb unes sis-centes preses amb efectes especials, La pedra filosofal va requerir la participació de moltes empreses amb finalitats divers. Entre les més importants destaca Industrial Light & Magic (va crear el rostre de lord Voldemort al clatell del professor Quirrell), Rhythm & Hues Studios (va animar en Norbert, el drac d'en Hagrid) i Sony Pictures Imageworks (va elaborar les escenes de Quidditch) .

### Banda sonora
| «          | El compositor [John Williams] acompanya les aventures del protagonista amb una música potser excessivament omnipresent a la pel·lícula, en què destaca el seu tema principal, al qual recorre en diferents moments. Partitura simfònica que emfatitza l'acció i subratlla melòdicament la cosa màgica i enigmàtic, amb un aire clàssic que recorda aquells treballs grandiosos del Hollywood més clàssic. | » |
| — MundoBSO | |   |

John Williams va ser contractat per compondre la banda sonora de Harry Potter. La composició de cadascun dels temes musicals la va dur a terme a casa seva a Los Angeles i Tanglewood. Finalment, va gravar el repertori als estudis Air Lyndhurst i Abbey Road, a Londres, durant el mes d'agost de 2001. Durant la seva tasca, Williams va crear diversos leitmotivs, dels quals destaquen les peces de Voldemort i Hogwarts, i el «tema de Hedwig». Aquesta seria incorporada al material final només després que «a tots els acabés agradant». El 14 de desembre del 2001, l'associació canadencaCRIA va premiar la banda sonora amb un disc d'or per haver venut més de 50.000 còpies durant aquest període. Les contribucions de Williams a la franquícia van continuar amb els films Harry Potter i la càmera secreta i Harry Potter i el presoner d'Azkaban.

## Doblatge
L'any de l'estrena original de la pel·lícula, Warner no va doblar la pel·lícula al català, cosa que va provocar les crítiques de la Plataforma per la Llengua i el sindicat UGT de Catalunya, que van proposar mobilitzacions contra la productora. El llavors director general de Política Lingüística de la Generalitat, Lluís Jou, va recordar que la venda de 200.000 exemplars en català de les novel·les feia preveure que el film es traduiria en aquesta llengua. El 2004 es va realitzar el doblatge en català de la pel·lícula per part de l'estudi Sonoblok amb la direcció de Quim Roca, la traducció de Lluís Comes i l'assessorament lingüístic de David Arnau, amb la intenció de ser estrenat a TV3, on es va emetre per primer cop el 6 de gener de 2005. En aquell moment, ja s'havia doblat per cinemes La cambra secreta (2002) i El pres d'Azkaban (2004), i es va optar per mantenir el mateix repartiment. El doblatge i subtítols en català de la pel·lícula es van incorporar el catàleg de la plataforma HBO Max el 2 de juny de 2023.
Els actors de doblatge que hi van participar són els següents:
| Actor original    | Actor de doblatge    | Personatge                    |
| Daniel Radcliffe  | Masumi Mutsuda       | Harry Potter                  |
| Rupert Grint      | Roger Isadi-Isamendi | Ron Weasley                   |
| Emma Watson       | Michelle Jenner      | Hermione Granger              |
| Richard Harris    | Joaquim Díaz         | Albus Dumbledore              |
| Robbie Coltrane   | Enric Arquimbau      | Rubeus Hagrid                 |
| Maggie Smith      | Elsa Fàbregas        | Professora Minerva McGonagall |
| Alan Rickman      | Joan Carles Gustems  | Professor Severus Snape       |
| Ian Hart          | Xavier Fernández     | Professor Quirrell            |
| Tom Felton        | Lluís Gustems        | Draco Malfoy                  |
| Zoà Wanamaker     | Carme Capdet         | Madame Hooch                  |
| John Cheese       | Amadeu Aguado        | Nick De-poc-sense-cap         |
| John Hurt         | Fèlix Benito         | Sr. Ollivander                |
| Ray Fearon        | Quim Roca            | Centaure Firenze              |
| Julie Waltera     | Aurora García        | Molly Weasley                 |
| Richard Griffiths | Domènech Farrell     | Oncle Vernon                  |
| Fiona Shaw        | Marta Angelat        | Tieta Petúnia                 |
| Richard Bremmer   | Jordi Varela         | Lord Voldemort                |
| Derek Deadman     | Francesc Alborch     | Tom                           |
| Bonnie Wright     | Paula Ribó           | Ginny Weasley                 |
| Chris Rakin       | Hernan Fernández     | Percy Weasley                 |

## Distribució

### Màrqueting
El primer cartell promocional es va publicar el 30 de desembre de 2000, mentre que el tràiler original va ser estrenat el 21 de febrer de 2001 a la televisió per satèl·lit. Poc després, va aparèixer com a avenç oficial de la pel·lícula durant les projeccions de See Spot Run a les sales de cinema estatunidenques. La banda sonora es va comercialitzar a partir del 30 d'octubre del mateix any. Dos videojocs basats en el film van ser distribuïts en endavant; el primer (titulat Harry Potter i la pedra filosofal) produït per Electronic Arts per a diverses consoles i l'altre (llançat en 2003) per a les plataformes GameCube, PlayStation 2 i Xbox. Així mateix, Mattel va obtenir els drets corresponents per produir una línia de joguines basada en La pedra filosofal, la mateixa que seria venuda exclusivament en botigues de Warner Bros. Alhora, Hasbro va crear diversos productes inspirats en la sèrie literària, enfocant-se principalment en els objectes descrits a les novel·les. Amb l'objectiu de promocionar la pel·lícula, Warner Bros. va signar un contracte de 150 milions de dòlars amb Coca-Cola. Una de les altres empreses que va participar en la campanya de promoció va ser LEGO, amb la producció d'una sèrie d'escenaris idèntics als edificis que apareixen a les escenes de Harry Potter, així com un videojoc creat per la divisió LEGO Creator.

### Versió ampliada
Harry Potter i la pedra filosofal disposa d'una versió ampliada que conté diverses escenes eliminades en la versió final. La versió ampliada de La pedra filosofal i La cambra secreta va aparèixer per primer cop a ABC Family TV Network el 2004. Van ser publicats més tard, l'any 2009, a la Ultimate Edition. Aquesta versió ampliada dura 159 minuts, 7 minuts més que l'original, i inclou set fragments eliminats en la versió definitiva. Entre aquests framents eliminats s'hi inclou una escena amb l'uniforme nou d'en Dudley (00:53), un fragment en què la tia Petúnia trenca uns ous que contenen cartes a l'interior (00:37), una escena al metro (00:38), una versió ampliada de la classe del professor (01:30), un fragment en que surten uns nois del lavabo de noies (00:20), un fragment d'en Harry seient davant de la llar de foc (00:59) i una escena en què en Harry troba la carta d'en Nicolas Flamel Card (01:54).

## Recepció

### Recaptació

Escut de Hogwarts; Rowling va esmentar que el nom del col·legi prové de «Hogwort», denominació d'una planta que va veure als Jardins de Kew, temps abans de començar a escriure Harry Potter.

Harry Potter i la pedra filosofal es va estrenar a escala mundial el 4 de novembre de 2001 a la plaça Leicester Square(Londres), en un cinema decorat per semblar el castell de Hogwarts. Després de l'estrena, va començar a tenir una gran recaptació; tan sols en el seu primer dia als Estats Units va guanyar 33,3 milions de dòlars, batent el rècord de Star Wars: The Phantom Menace. Durant el seu segon dia va obtenir 33,5 milions de dòlars, amb la qual cosa va generar un total de 90,3 milions de dòlars el primer cap de setmana. Això la va fer la producció més reeixida en els seus primers dies de projecció que fins al moment havia estat El món perdut: Parc Juràssic II). La pel·lícula mantindria aquest rècord fins al maig de 2002, quan Spider-Man va recaptar 114,8 milions de dòlars durant el seu primer cap de setmana. De manera semblant, Harry Potter va obtenir una bona recepció en altres països com Japó, Regne Unit i Alemanya (al Regne Unit va ser la pel·lícula amb més guanys en el seu primer cap de setmana, amb una recaptació total de 66,1 milions de lliures i convertint-se en la cinta amb més guanys de la història del país, fins a l'estrena de Mamma Mia! el 2008).
En total, va obtenir 1.017.000.000 dòlars (317,6 milions de dòlars als Estats Units i 657,1 milions de dòlars a l'estranger)de manera que passaria a ser la segona pel·lícula més reeixida de la indústria, així com la cinta més taquillerra del 2001. El 2014 La pedra filosofal seguia ocupant el lloc vint-i-unè entre les pel·lícules amb més ingressos (sense considerar els ajustos per inflació). A més, en el selecte grup de «pel·lícules amb dracs com a personatges secundaris», Harry Potter és la que encapçala el llistat, seguida per Harry Potter i el calze de foc i Shrek. També sobresurt en catecories com la d'«adaptació més reeixida d'un llibre infantil» (on sobrepassa en guanys Harry Potter i l'Ordre del Fènixi Les Cròniques de Nàrnia: el lleó, la bruixa i l'armari), i «cintes filmades en un set o edifici catòlic». Finalment, és la que ha obtingut més guanys de la franquícia de Harry Potter, seguida per l'Ordre del Fènix. La pel·lícula va tenir les següents recaptacions durant tota exhibició a nivell internacional.

#### Llançament i recaptació mundial
| País          | Data d'estrena         |
| ------------- | ---------------------- |
| Alemanya      | 22 de novembre de 2001 |
| Austràlia     | 29 de novembre de 2001 |
| Àustria       | 23 de novembre de 2001 |
| Brasil        | 23 de novembre de 2001 |
| Bulgària      | 15 de febrer de 2002   |
| Equador       | 7 de desembre de 2001  |
| Espanya       | 30 de novembre de 2001 |
| Estats Units  | 16 de novembre de 2001 |
| Finlàndia     | 23 de novembre de 2001 |
| França        | 5 de desembre de 2001  |
| Hong Kong     | 20 de desembre de 2001 |
| Hongria       | 13 de desembre de 2001 |
| Itàlia        | 6 de desembre de 2001  |
| Japó          | 1 de desembre de 2001  |
| Mèxic         | 30 de novembre de 2001 |
| Noruega       | 23 de novembre de 2001 |
| Nova Zelanda  | 30 de novembre de 2001 |
| Països Baixos | 22 de novembre de 2001 |
| Regne Unit    | 16 de novembre de 2001 |
| Txèquia       | 14 de febrer de 2002   |
| Sud-àfrica    | 23 de novembre de 2001 |
| Taiwan        | 16 de novembre de 2001 |

| País          | Recaptació (en USD) |
| ------------- | ------------------- |
| Estats Units  | 317 575 550         |
| Japó          | 152 993 493         |
| Regne Unit    | 84 662 572          |
| Alemanya      | 67 802 864          |
| França        | 48 137 835          |
| Espanya       | 24 403 961          |
| Itàlia        | 22 224 492          |
| Austràlia     | 21 404 392          |
| Mèxic         | 16 955 650          |
| Països Baixos | 13 391 178          |
| Brasil        | 9 701 073           |
| Noruega       | 6 810 296           |
| Taiwan        | 4 734 322           |
| Nova Zelanda  | 3 165 322           |
| Sud-àfrica    | 1 403 271           |
| Equador       | 367 333             |

## Crítica

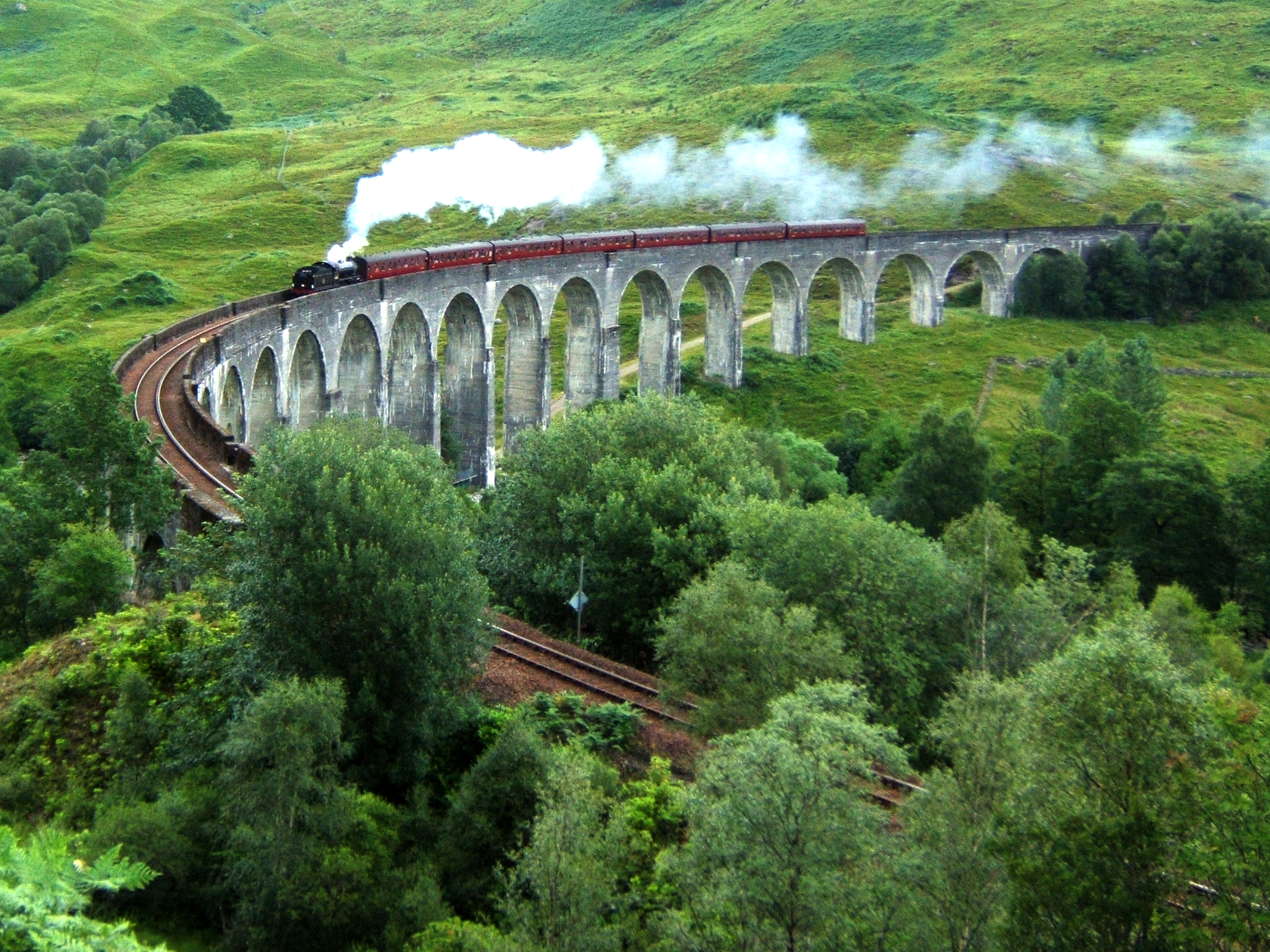
Per a alguns crítics, Harry Potter i la pedra filosofal va generar un gran èxit tant en crítica com en guanys perquè incorpora elements fantàstics i còmics juntament amb uns efectes especials «excel·lents». No obstant això, José Luis Barrera de Encadenados.org considera que la cinta «avorreix un espectador mitjà exigent perquè està muntada sobre un guió sense cap tensió, completament pla». Fotografia del viaducte de Glenfinnan, usat en algunes escenes de la cinta.

La pel·lícula va rebre crítiques positives per part de la premsa especialitzada. Després de la seva estrena, va rebre un 8,1 de Rotten Tomatoes, i un 6,4 de Metacritic. Aquesta última va concloure que «va aconseguir ressenyes generalment favorables».

### Estats Units i Regne Unit
El setmanari nord-americà Variety va declarar que la pel·lícula és «un producte cultural i comercial gairebé perfecte […] el guió és fidel, els actors fan bé la seva feina, els escenaris i vestuaris, així com el maquillatge i els efectes especials es relacionen i, a moments, tot aquest conjunt supera el que qualsevol pogués imaginar». Tot i això, va trobar alguns detalls negatius entre els quals destaca la «manca d'originalitat i de dramatisme en les escenes de més tensió», aquesta última atribuïda directament a la direcció de Chris Columbus. Richard Corliss de Time va considerar que és una «adaptació per xifres», criticant la serenitat i el carisma dels actors. Alhora, Paul Tatara de CNN va assenyalar que, a causa de la «gran preocupació de Columbus i Kloves per no descartar absolutament res del llibre», la narrativa és equiparable a «un cop d'ull al cap de Rowling». Contrari a les seves observacions, Roger Ebert va catalogar la cinta com «un clàssic», mostrant-se impressionat particularment pels efectes visuals a les escenes de Quidditch. El mateix aspecte va ser elogiat pels mitjans britànics The Daily Telegraph i Empire, el que és descrit per aquest últim com la «seqüència més excel·lent» de tota la pel·lícula. Fins i tot, el diari The Guardian qualifica el segment com a «supremament excitant». D'acord amb The Independent, «el director Chris Columbus, en la seva tasca de portar la vida a l'univers fictici més popular de l'època contemporània, juntament amb els productors, ha fet una feina adequada orientada a una superproducció i una aventura narrativa de considerable extensió, evitant convertir la cinta en una exposició interminable».
Seguint la línia de crítiques favorables, Brian Linder d'IGN Entertainment va afegir que era una adaptació molt bona i va dir: «no és perfecta, però per mi és un complement adequat a la sèrie literària que tant em fascina». Encara que critiqués l'última mitja hora de Harry Potter, Jeanne Aufmuth va esmentar que «encantaria fins i tot el més cínic dels cinèfils». D'altra banda, Kirk Honeycutt va destacar els escenaris, el disseny, la fotografia, els efectes i el repartiment principal. No obstant això, va dir que la banda sonora de Williams que: «Tots els altres crèdits tècnics són de primer nivell, tret de la partitura de John Williams: una gran capsa de música que repica que no calla.» Jonathan Foreman va detallar que és «extraordinàriament fidel a la versió literària. Resulta consistentment entretinguda». En la mateixa línia, Ed Gonzalez va manifestar que li hagués agradat que Harry Potter hagués estat dirigida per Tim Burton. En la seva crítica va concloure que la fotografia és «insubstancial i vergonyosa». Per Claudia Puig d'USA Today «a la pel·lícula li falta la fantasia del llibre i gran part de l'humor verbal astut que va fer que els contes de Rowling fossin tan encantadors.». La revista Entertainment Weekly afegeix que «el film es deixa portar a través del vent encara millor que els insectes voladors; en gairebé dues hores i mitja, es converteix en un llarg joc d'herois i desafiaments. Quan arriba el moment en què Harry s'enfronta a Lord Voldemort, La pedra filosofal s'ha fet d'un ritme enfocat principalment als elements màgics i dades interessants que apareixen a la novel·la».

#### Amèrica llatina i Espanya
La recepció crítica a Amèrica llatina i Espanya va ser molt positiva. El portal Decine21.com va resumir que a la trama de la pel·lícula hi «abunden les situacions humorístiques (com el barret seleccionador), però també en altres de dramàtiques». En un intent per analitzar l'èxit de la pel·lícula, Tònia Pallejà de la revista electrònica La Butaca vatrobar que «la seva singularitat es troba en haver sabut barrejar, no sé si de manera intel·ligent o simplement efectista, totes aquelles icones i elements presents a la trajectòria clàssica del gènere fantàstic, obtenint un resultat atractiu i sembla que també és molt convincent». En la mateixa línia Manuel Martínez March va considerar que La pedra filosofal és «un malbaratament de creativitat, original i efectiva, enfilat amb una col·lecció d'admirables efectes especials». Quant a crítiques negatives, Manuel Ortega del portal Cineestrenos.com va manifestar la seva decepció per «[la gran quantitat de] focs d'artificis, bonics a estones, però de mentides, panòplies, coloraines, màscares. Desmesurats, interminables, lineals». El lloc web Notes de cine va reiterar que «la cinta és una translació pràcticament literal, pàgina per pàgina, de l'obra original de J. K. Rowling. […] El resultat és un brillant producte comercial i una pel·lícula distreta, simplement correcta, malgrat el seu bon aspecte extern. En realitat, Harry Potter i la pedra filosofal no deixa de ser una introducció a l'univers en què es desenvoluparan les històries posteriors». Així mateix, per a FilmAffinity «l'aventura del jove aprenent de bruixot és una història simpàtica plena de recursos però que, a banda dels seus espectaculars decorats i efectes especials, aporta poc a un gènere de "comèdia fantàstica plena d'aventures" dirigida per a nens». Per contra, a l'Argentina el diari La Nación sosté que «té tots els atributs del bon cinema d'aventures», afegint que encara amb els «milions de dòlars invertits [que van permetre traduir en imatges la parafernàlia de vols, trucs de màgia, escenaris fantàstics i monstres que apareixien al llibre], la producció mai no aconsegueix la sofisticació ni l'espectacularitat en el terreny dels efectes visuals generats per ordinador de les apuntades Star Wars i Titanic». Concloent la seva crítica, La Nación apunta que és «una pel·lícula que no sorprèn, però que entreté sense aclaparar. Un bon film, és cert, però que probablement no estigui a l'altura del seu èxit».

### Premis
La pedra filosofal va tenir tres nominacions als premis Oscar: millor disseny de vestuari, millor disseny de producció i millor banda sonora (aquesta última per a John Williams). Tot i això, no va aconseguir cap dels premis en les categories esmentades. També va ser nominada a set premis BAFTA i va guanyar un premi Saturn pel disseny de vestuari, en una cerimònia en què estava nominada a vuit categories més. Una altra nominació notable va ser als premis AFI pels seus efectes especials. A continuació, es mostra una llista amb els diferents premis i nominacions que va rebre el film després de la seva exhibició internacional.

#### Llista de premis i nominacions
| Premi                                                 | Data                       | Categoria                                                                             | Receptor | Resultat  |
| ----------------------------------------------------- | -------------------------- | ------------------------------------------------------------------------------------- | --- | --------- |
| Premis Oscar                                          | 24 març 2002               | Millor disseny de producció                                                           | Stuart Craig, Stephenie McMillan | Nominat   |
| Premis Oscar                                          | 24 març 2002               | Millor vestuari                                                                       | Judianna Makovsky | Nominat   |
| Premis Oscar                                          | 24 març 2002               | Millor banda sonora                                                                   | John Williams | Nominat   |
| Premis Amanda                                         | 18 agost 2002              | Millor llargmetratge estranger                                                        | Harry Potter and the Philosopher's Stone | Nominat   |
| Premis American Film Institute                        | 5 gener 2002               | Millor artista d'efectes digitals                                                     | Robert Legato, Nick Davis, Roger Guyett | Nominat   |
| Premi ADG a l'excel·lència en el disseny de producció | 24 febrer 2002             | Excel·lència en el disseny de producció per a una pel·lícula fantàstica               | Stuart Craig, John King, Neil Lamont, Andrew Ackland-Snow, Peter Francis, Michael Lamont, Simon Lamont, Steve Lawrence, Lucinda Thomson, Stephen Morahan, Dominic Masters, Gary Tomkins | Nominat   |
| Premis Bogey                                          | 2001                       | Premi de titani                                                                       | Harry Potter and the Philosopher's Stone | Guanyador |
| Premis BAFTA                                          | 24 febrer 2002             | Millor pel·lícula britànica                                                           | Harry Potter and the Philosopher's Stone | Nominat   |
| Premis BAFTA                                          | 24 febrer 2002             | Millor actor secundari                                                                | Robbie Coltrane | Nominat   |
| Premis BAFTA                                          | 24 febrer 2002             | Millor vestuari                                                                       | Judianna Makovsky | Nominat   |
| Premis BAFTA                                          | 24 febrer 2002             | Millor disseny de producció                                                           | Stuart Craig | Nominat   |
| Premis BAFTA                                          | 24 febrer 2002             | Millor maquillatge i perruqueria                                                      | Nick Dudman, Eithne Fennel, Amanda Knight | Nominat   |
| Premis BAFTA                                          | 24 febrer 2002             | Millor so                                                                             | Harry Potter and the Philosopher's Stone | Nominat   |
| Premis BAFTA                                          | 24 febrer 2002             | Millors efectes visuals                                                               | Harry Potter and the Philosopher's Stone | Nominat   |
| Premis de la Crítica Cinematogràfica                  | 11 gener 2002              | Millor pel·lícula familiar                                                            | Harry Potter and the Philosopher's Stone | Guanyador |
| Premis de la Crítica Cinematogràfica                  | 11 gener 2002              | Millor actuació infantil                                                              | Daniel Radcliffe | Nominat   |
| Premis de la Crítica Cinematogràfica                  | 11 gener 2002              | Millor compositor                                                                     | John Williams | Nominat   |
| Premis BMI                                            | 15 maig 2002               | Millor banda sonora                                                                   | John Williams | Guanyador |
| Casting Society of America                            | 17 octubre 2002            | Càsting de llargmetratge – comèdia                                                    | Janet Hirshenson, Jane Jenkins | Guanyador |
| Premi Costume Designers Guild                         | 16 març 2002               | Excel·lència en el cinema fantàstic                                                   | Judianna Makovsky | Guanyador |
| American Cinema Editors                               | 24 febrer 2002             | Millor edició de llargmetratge                                                        | Richard Francis-Bruce | Nominat   |
| Premis Empire                                         | 5 febrer 2002              | Millor pel·lícula                                                                     | Harry Potter and the Philosopher's Stone | Nominat   |
| Premis Empire                                         | 5 febrer 2002              | Millor debut                                                                          | Daniel Radcliffe, Rupert Grint, and Emma Watson | Nominat   |
| Premis Evening Standard British Film                  | 2 març 2002                | Premi a l'assoliment tècnic                                                           | Stuart Craig | Guanyador |
| Premis Golden Reel                                    | 23 març 2002               | Millor muntatge de so – pel·lícula estrangera                                         | Eddy Joseph, Martin Cantwell, Nick Lowe, Colin Ritchie, Peter Holt | Nominat   |
| Grammy Awards                                         | 23 febrer 2003             | Millor àlbum de banda sonora per a una pel·lícula, televisió o altres mitjans visuals | John Williams | Nominat   |
| Grammy Awards                                         | 23 febrer 2003             | Millor composició instrumental                                                        | John Williams (pel «Tema de Hedwig») | Nominat   |
| Premis Hugo                                           | 29 agost – 2 setembre 2002 | Millor representació dramàtica                                                        | Harry Potter and the Philosopher's Stone | Nominat   |
| Premis de l'Acadèmia Japonesa                         | 8 març 2002                | Millor pel·lícula estrangera                                                          | Harry Potter and the Philosopher's Stone | Nominat   |
| Premis Kids' Choice                                   | 20 abril 2002              | Pel·lícula preferida                                                                  | Harry Potter and the Philosopher's Stone | Nominat   |
| Premis MTV Movie                                      | 1 juny 2002                | Millor actor revelació                                                                | Daniel Radcliffe | Nominat   |
| Premis Producers Guild of America                     | 3 març 2002                | Premi al productor de l'any en pel·lícules teatrals                                   | David Heyman | Nominat   |
| Premis Satellite                                      | 19 gener 2002              | Millor pel·lícula, d'animació o suport mixt                                           | Harry Potter and the Philosopher's Stone | Nominat   |
| Premis Satellite                                      | 19 gener 2002              | Millor edició                                                                         | Richard Francis-Bruce | Nominat   |
| Premis Satellite                                      | 19 gener 2002              | Millor direcció artística                                                             | Stuart Craig | Nominat   |
| Premis Satellite                                      | 19 gener 2002              | Millors efectes visuals                                                               | Robert Legato, Nick Davis, Roger Guyett, John Richardson | Nominat   |
| Premis Satellite                                      | 19 gener 2002              | Actor revelació                                                                       | Rupert Grint | Guanyador |
| Premis Saturn                                         | 10 juny 2002               | Millor pel·lícula de fantasia                                                         | Harry Potter and the Philosopher's Stone | Nominat   |
| Premis Saturn                                         | 10 juny 2002               | Millor director                                                                       | Chris Columbus | Nominat   |
| Premis Saturn                                         | 10 juny 2002               | Millor actor secundari                                                                | Robbie Coltrane | Nominat   |
| Premis Saturn                                         | 10 juny 2002               | Millor actriu secundària                                                              | Maggie Smith | Nominat   |
| Premis Saturn                                         | 10 juny 2002               | Millor actuació d'un actor jove                                                       | Daniel Radcliffe | Nominat   |
| Premis Saturn                                         | 10 juny 2002               | Millor actuació d'un actor jove                                                       | Emma Watson | Nominat   |
| Premis Saturn                                         | 10 juny 2002               | Millor disseny de vestuari                                                            | Judianna Makovsky | Guanyador |
| Premis Saturn                                         | 10 juny 2002               | Millor maquillatge                                                                    | Nick Dudman, Mark Coulier, John Lambert | Nominat   |
| Premis Saturn                                         | 10 juny 2002               | Millors efectes especials                                                             | Robert Legato, Nick Davis, Roger Guyett, John Richardson | Nominat   |
| Premis Stinkers Bad Movie                             | 2002                       | Pitjor banda sonora                                                                   | Harry Potter and the Philosopher's Stone | Nominat   |
| Premis Teen Choice                                    | 19 agost 2002              | Pel·lícula preferida: drama/aventura d'acció                                          | Harry Potter and the Philosopher's Stone | Nominat   |
| Premis Young Artist                                   | 7 abril 2002               | Millor llargmetratge familiar – Drama                                                 | Harry Potter and the Philosopher's Stone | Nominat   |
| Premis Young Artist                                   | 7 abril 2002               | Millor actuació en un llargmetratge: actriu jove protagonista                         | Emma Watson (tied with Scarlett Johansson) | Guanyador |
| Premis Young Artist                                   | 7 abril 2002               | Millor actuació en un llargmetratge – Actor jove secundari                            | Tom Felton | Nominat   |
| Premis Young Artist                                   | 7 abril 2002               | Millor conjunt en un llargmetratge                                                    | Harry Potter and the Philosopher's Stone | Nominat   |
| Premis Young Artist                                   | 7 abril 2002               | Jove promesa                                                                          | Rupert Grint | Guanyador |

## Diferències amb el llibre
En diverses ocasions, Chris Columbus es va posar en contacte amb Joanne Rowling per assegurar-se que tots els detalls de la novel·la, per més petits que fossin, estiguessin incorporats al guió. Kloves va esmentar que el film és «bastant fidel» al text, tot i que hi va afegir alguns diàlegs aprovats per l'autora. Cal destacar que una de les línies originalment concebudes per a una de les escenes de la pel·lícula va ser eliminada, atès que Rowling va manifestar que contradeia un fet present a Harry Potter i l'Ordre del Fènix, el cincquè llibre de la safa i que encara no havia estat publicat.
A les línies següents, es descriuen les diferències més notables entre la versió literària i l'adaptació:
- El primer capítol de la novel·la comença amb el punt de vista d'en Vernon i Petúnia Dursley, un dia abans que Harry arribi a casa seva. La conversa mostra les diverses maneres que un muggle pot reaccionar davant la màgia. No obstant això, aquest fragment va ser descartat a la pel·lícula que comença directament amb Dumbledore, McGonagall i Hagrid al carrer Privet Drive.
- Tots els intents de Vernon per evitar que les cartes de Hogwarts arribin a casa seva, així com els seus moments desagradables a Mrs. Figg's, tampoc s'inclouen a l'adaptació.
- La pitó de l'Índia que apareix en una de les escenes és descrita en el llibre com una boa constrictora de Brasil.
- Part del conflicte entre en Harry i en Draco, inclosa la seva primera trobada a la botiga de túniques de Madame Malkin, no apareix al film. Al mateix temps, el personatge Piers Polkiss va ser descartat, al costat d'alguns detalls característics de Nicolas Flamel.
- En el llibre, en Harry i l'Hermione porten el drac Norbert a uns amics d'en Charlie Weasley, mentre que a la pel·lícula és en Dumbledore qui el pren.[140]
- La causa de la sanció al Bosc Prohibit és diferent: a la novel·la, en Harry i els seus amics són enxampats per Argus Filch després d'haver abandonat la torre d'astronòmia, mentre que a la pel·lícula en Malfoy els veu a la cabanya d'en Hagrid i els acusarà a la professora McGonagall.
- A la pel·lícula, la tia Petúnia i en Dudley tenen un to més fosc de pell mentre que el centaure Firenze (descrit a la novel·la com un cavall blanc) és totalment fosc. A més, l'escenari Quidditch va ser modificat, ja que va passar de ser un estadi tradicional a convertir-se en un camp a l'aire lliure limitat circularment per les torres dels espectadors.
- Altres segments eliminats en l'adaptació van ser la cançó del Barret Seleccionador, la prova amb el foc i les pocions del professor Snape i l'especificació que el troll que Quirrell va deixar anar a l'escola va ser perquè pogués aprofitar la distracció i buscar la pedra.[140]